# Shadi Petosky
Shadi Petosky, née le 18 septembre 1974 à Kalispell au Montana (États-Unis), est une créatrice et scénariste de la télévision américaine.

## Jeunesse
Shadi Petosky est née à Kalispell et grandit dans une zone rurale. Elle passe du temps à Gwinn, dans le Michigan, avec sa famille vivant sur des bases de l'US Air Force. Elle se décrit plus tard comme une enfant passionnée d'audiovisuel, de cinéma et de théâtre, qui lit des bandes dessinées indépendantes au lycée et « dévore » de nombreuses vidéos au magasin de vidéos,. En termes de musique, elle cite Ani DiFranco et la musique folk en général comme les premières influences positives de sa vie. Shadi Petosky subit des violences dans sa jeunesse car elle est « une enfant bruyante et queer en zone rurale ». Elle a un diagnostic pour un TDAH et affirme que de nombreux membres de sa famille sont neuroatypiques.

### Genre et sexualité
Petosky fait un coming out queer avant son coming out en tant que femme trans. Lorsqu'elle commence à s'identifier comme trans, les hommes homosexuels avec lesquels elle a une relation amoureuse la ridiculisent. Elle commence à suivre une thérapie vers l'âge de 24 ans, principalement autour de sa transidentité. Elle la décrit comme se déroulant à une époque dans le monde où « il était populaire de penser que si vous étiez trans et que vous aimiez les hommes, vous n'étiez qu'un homosexuel qui se déteste, alors je croyais que ce noyau dur, que j'étais juste… Je… J'aimais les garçons, je savais que j'aimais les garçons mais je ne pouvais pas m'imaginer… Je devais m'imaginer en tant que femme […] pour pouvoir avoir une relation intime avec un garçon. » Finalement, Shadi Petosky commence à souscrire à l'idéologie féministe radicale et « s'est vraiment mis à essayer de briser le genre et l'éradiquer complètement de [s]on esprit ».
En septembre 2015, Petosky est détenue à l'aéroport international d'Orlando lorsqu'un scanner corporel scanne son pénis, ce qu'un agent de la Transportation Security Administration marque comme une « anomalie ». Lorsque Shadi Petosky explique qu'elle est transgenre, les agents de la TSA, y compris des spécialistes des explosifs, la détiennent et l'interrogent pendant 40 minutes. Ils lui font aussi subir deux deux palpations corporelles complètes et fouillent ses bagages. Quand Shadi Petosky leur demande s'ils ont un protocole pour les personnes transgenres, les agents répondent qu'ils savent ce qu'ils font. Elle est libérée après que la TSA établit qu'elle ne présente pas de danger, Mais elle doit passer une journée supplémentaire à Miami car l'avion est parti sans elle. À la suite de cet incident, trente-deux membres du Congrès dont Adam Schiff, Mark Pocan et Brian Higgins envoient une lettre à l'administrateur de la TSA pour demander des changements la façon dont les personnes transgenres sont traitées par leurs services. De plus, Human Rights Campaign demande une « enquête rapide et approfondie » sur l'incident. La TSA se défend son traitement de Shadi Petosky , mais déclare plus tard que les agents cesseraient d'utiliser le terme « anomalie » pour décrire les passagers trans. Des années plus tard, Shadi Petosky dit considérer la lettre du Congrès sur l'incident de la TSA comme un signe que le Parti démocrate a « le vocabulaire et la compréhension des vies et des expériences trans ». Elle déclare aussi que la perspective que TSA modifie ses pratiques est lointaine. La même année, Shadi Petosky se voit refuser une chambre sur Airbnb après avoir dit à l'hôte qu'elle est trans. L'hôte affirme avoir pris cette décision pour que son fils, un adolescent, ne soit pas mal à l'aise. L'hôte est banni de la plateforme seulement un an plus tard. Shadi Petosky demande à l'entreprise de développer une politique pour protéger ses usagers LGBT+ des discriminations qu'ils peuvent subir.
En 2017, Petosky déclare qu'elle continue d'apprendre et de remettre en question son genre, même en se séparant de l'étiquette de femme : « Permettre la flexibilité et ne pas avoir de pensées rigides est un nouveau concept sur lequel je travaille si dur… Juste pour me laisser être flexible. Mais le monde n'est pas si flexible. Comme, vous savez, chaque article dit « C'est un spectacle créé par une femme transgenre », ou, comme... Je ne me considère pas comme étant une femme. C'est juste supposé. Je ne me considère pas comme ça [femme], mais je ne n'utilise pas non plus « agenre » ou « non-binaire » ou quelque chose comme ça, parce que je suis assez binaire à bien des égards. Je dis juste « trans ». J'aime « trans ». C'est juste, genre, une [étiquette] assez large ».

## Carrière
Shadi Petosky est une programmeuse, avant de rencontrer Zander Cannon et d'aider Cannon à co-publier The Replacement God. Avec Zander Kevin Cannon, Shadi Petosky forme le studio d'art comique Big Time Attic en 2004,. Les trois illustrent le roman graphique Bone Sharps, Cowboys et Thunder Lizards pour l'écrivain scientifique Jim Ottaviani.
En janvier 2007, Petosky et Vincent « King Mini » Stall, ainsi que les employés de Big Time Attic, forment le studio Puny Entertainment,, dont la moitié est achetée par Chris Hardwick en 2015. Le studio disparait environ une décennie plus tard. En 2016, Shadi Petosky déclare que la création de Puny Entertainment était sa seule option si elle voulait faire un « travail créatif ». Shadi est plut tard écrite comme la « cofondatrice et directrice créative » de PUNY.
Dans les années qui ont suivi, Shadi Petosky et Stall créent des jeux vidéo et des animations pour Cartoon Network ainsi que des animations pour l'émission télévisée de Nickelodeon / Nick Jr. : Yo Gabba Gabba!. Tout en agissant en tant que responsable de l'animation dans l'émission, on lui présente des opportunités dans l'animation pour enfants. Elle explique plus tard que s'orienter dans l'animation a été une surprise pour elle. Lorsqu'elle travaille sur Mystery Science Theatre 3000 en 2007, Petosky parle du coût financier du spectacle. Elle déclare qu'elle soupçonnait que l'émission avait du mal à générer des revenus et vendait des t-shirts, des post-it et des tapis de souris pour payer la production de l'émission parce que les fans n'aimaient pas les personnages animés, mal conçus et mal écrits.
En 2009, Shadi Petosky et Stall ouvrent dans le nord-est de Minneapolis la Pink Hobo - Geek Art Gallery en 2009 pour présenter des œuvres d'art inspirées de la culture pop, des médias numériques et de lowbrow,. Dans sa première année, la galerie d'art organise des expositions sur Barack Obama et l'art de Yo Gabba Gabba. Plus tard, Shadi Petosky lance le podcast Feral Audio avec d'autres artistes de PUNY, créant l'identité de la marque, le site Web et la couverture de la première liste de podcasts de Feral. En 2010, Shadi Petosky développe le pilote pour Danger &amp; Eggs intitulé Philip, the Safety Egg. En 2014, Amazon organise un programme de formation pour engager une autrice trans pour écrire la seconde saison de la série Transparent,. Shadi Petosky fait partie du programme mais n'est pas engagée par Amazon, car elle vient d'une autre partie de l'industrie du divertissement, bien qu'elle ait été consultée sur l'émission.
L'année suivante, Shadi Petosky redouble d'effort sur Danger & Eggs, elle lance la série et en devient la productrice exécutive. Six ans plus tard, en juin 2017, Danger & Eggs sort sur Amazon Video. C'est la première série sur laquelle Shadi Petosky collabore avec Chris Hardwick. Elle prête aussi sa voix à plusieurs personnages de la série.
Shadi Petosky décrit la série comme importante pour elle en tant que personne trans, et déclare qu qu'une grande partie de cette série est queer et qu'elle traite des problèmes LGBTQ « à leur racine, et d'une manière vraiment platonique », en évitant tout stéréotype. Elle déclare aussi que l'émission n'aborde jamais les relations amoureuses ou les crush, ce qui rend les thématiques queers difficiles à aborder sans tomber dans des stéréotypes. Elle dit qu'elle voulait « montrer des amitiés LGBTQ innocentes, avant l'âge des relations amoureuses ». Des personnes queers on travaillé sur la série à toutes les étapes de la production. Dans une autre interview, elle déclare que l'équipe travaillait sur la série depuis six ans et a demandé aux gens de soutenir l'émission. En octobre 2017, elle écrit qu'elle avait dit aux scénaristes de l'émission de la traiter comme une « fiction sociale spéculative » et a noté que « l'écriture d'enfants LGBTQ+... et leurs libertés de demain » guérirait sa propre « enfance traumatisante » et était fière de la épisode de l'émission sur la fierté, tout en remerciant Amazon d'avoir pu faire ce qu'elle pouvait dans l'émission.
Dans l'ensemble, l'émission est saluée pour son animation, pour son nombre de personnages LGBTQ et félicité pour son équipe diverse. La même année, Petosky rejoint Rebecca Sugar, Lauren Faust et des centaines d'autres dans des studios d'animation exigeant « la fin du sexisme et du harcèlement sexuel dans l'industrie de l'animation ». La série n'est pas renouvelée. En février 2018 Shadi Petosky déplore que le sort de la série dépende de la nouvelle équipe de direction et prédit qu'elle serait probablement annulée en conséquence. Cette évaluation correspondait à ce qu'elle avait dit dans une interview en juillet de l'année précédente : qu'il n'y aurait pas de deuxième saison à sa connaissance à l'époque.
Petosky co-crée un pilote appelé Ugly Mutt avec Dan Hagen pour la chaine Nickelodeon. Elle est pendant un temps la productrice exécutive de la série Netflix Le Monde magique de Reggie. Cependant, en septembre 2019, elle déclare ne plus avoir aucun lien avec l'émission depuis le printemps 2019. Elle est actuellement[Quand ?] productrice exécutive pour une série de science-fiction, Forever Alone. En août 2018, elle apparait à Flame Con (un salon événementiel entré autour des créateurs et créatrices de comics LGBTQ), tout comme Kaitlyn Alexander, Julia Kaye, Irene Koh, MariNaomi, Molly Ostertag, ND Stevenson, Lilah Sturges, Mariko Tamaki et Brittney Williams.

### Opinions sociales et politiques
Shadi Petosky est politiquement active. En 2002, elle monte et anime les vidéos politiques de Bushboy.com, citées comme les pionnières des vidéos de parodie politique sur Internet avant YouTube. La popularité de ces vidéos conduit Shadi Petosky à faire du travail rémunéré pour Arianna Huffington, Al Franken, et à travailler avec Eric Utne pour créer des vidéos faisant la promotion du vote instantané. En 2016, après la fusillade d'Orlando, elle poste « un collage de couples masculins s'embrassant », qu'elle dit lui a fait perdre immédiatement « 200 abonnés sur Twitter », bien que la publication ait reçu plus d'un millier de likes,. Un an plus tard, lorsqu'elle est interviewée par GLAAD, elle déclare qu'elle avait vu des « conséquences négatives » de travailler simultanément dans l'industrie du divertissement et être l'une des premières voix à s'élever pour demander une meilleure représentation des personnes transgenres dans les médias. Elle note que certaines personnes ont peur de la rencontrer, ou lui disent de modérer ses messages, bien que d'autres la soutiennent. Elle appelle les personnes trans à faire un travail qui leur permettent d'être reconnues et déclare qu'il est étrange que les personnes LGBT soient « sous-représentées dans le récit de leurs propres histoires culturelles,. » en 2018, Shadi Petosky déclare également qu'Amazon lui a dit de modérer ses messages politiques (notamment ceux sur la TSA), affirmant qu'ils sont mal venus de la part de quelqu'un travaillant sur une de leurs séries.

## Apparitions dans des podcasts
- The Bailey Jay Show, 2013
- Conversations with Matt Dwyer, 2013
- Go from There, 2013
- Nerdiste, 2013
- Sugar and Spice, 2013
- This feel Terrible, 2013
- Lady to Lady, 2013
- The JV Club, 2014
- The Dana Gould Hour, 2014
- Baby geniuse, 2016
- Can I Pet Your Dog ?, 2016
- LGBT Q&A with Jeffery Masters, 2017
- QUEERY with Cameron Esposito, 2017
- Forever 35, 2018

## Filmographie

### Film
- Super (2010), créditée comme responsable de l'animation
- Dreamworld (2012), créditée comme responsable de l'animation
- Miracle en Alaska (2012), créditée comme responsable de l'animation
- My Movie Project (2013), créditée comme Productrice pour le segment Beezel
- Half like me (2015), créditée comme Producteur d'animations
- Ugly Mutt (2015), créditée comme Productrice et Voix de Bully Poodle
- Ever After High (2016), créditée comme auteure
- Iris Opener (2017), créditée comme auteure et comme la voix de Cornélius
- Brightburn (2019), créditée comme Illustratrice

### Télévision
- Yo Gabba Gabba ! (2007–2019), créditée comme responsable de l'animation
- Mystery science Theater 3000 (2007), créditée comme responsable de l'animation
- Hard 'n Phirm's Musical Timehole(2011), créditée comme productrice de l'épisode pilote
- Chris Hardwick : Mandroïde (2012), créditée comme Responsable de l'animation
- Mad(2012-2013), créditée comme responsable de l'animation pour 13 épisodes
- The Aquabats ! Super Show ! (2013), créditée comme responsable de l'animation pour cinq épisodes
- Parks and Recreation (2014), créditée comme responsable de l'animation pour "New Slogan".
- Her Story (2015), créditée comme conceptrice de titre
- La vie de Gortimer Gibbon dans la rue normale (2015), créditée comme Réalisatrice sur "Gortimer vs. La terrible Touch-Up".
- Chris Hardwick : Funconfortable (2016), créditée comme productrice VFX
- Slumber Party (2016 ), ou elle Apparaît dans l'épisode "Shadi Petosky", ou elle joue elle-même
- Danger & eggs (2017) créditée comme productrice exécutives, autrice, directrice voix pour cinq épisodes, directrice de casting pour quatre épisodes. elle prête sa voix à six personnages
- 555 (2017), Dans le rôle de Makeup Woman 1
- Le Monde magique de Reggie (2019), créditée comme productrice exécutive
- Forever Alone (2020) créditée comme productrice exécutive